# کمک‌هزینه‌های فدرال ایالات متحده آمریکا
کمک‌هزینه‌های فدرال ایالات متحده آمریکا (به انگلیسی: Federal grants in the United States) به کمک‌های مالی یا کمک‌هزینه‌هایی گفته می‌شود که از سوی حکومت فدرال ایالات متحده آمریکا و از منبع درآمد عمومی فدرال داده می‌شود. این کمک‌هزینه‌ها از سوی یک سازمان فدرال به نهادهایی داده می‌شود که از آن برای مقاصد عمومی و بر پایه قانون اساسی ایالات متحده آمریکا استفاده کنند. کمک‌هزینه نباید برای خریدن املاک و خرید مستقیم خدماتی که به نفع دولت فدرال باشد به کار رود.
کمک‌هزینه‌ها ممکن است از سوی سازمان‌های ناسودبر خصوصی مانند بنیادها، شرکت‌های ناسودبر یا تراست‌های خیریه که همگی نهادهای خیریه به حساب می‌آیند داده شود. به غیر از کمک‌هزینه فدرال، دولت یا نهادهای خیریه خصوصی کمک‌هزینه‌های دیگر یا یارانه‌هایی را به شیوه مشابه برای اجرای برنامه‌ها یا پروژه‌هایی پرداخت می‌کنند. کمک‌هزینه یا نامحدود است که سازمان دریافت‌کننده می‌تواند به هر شکلی که در چارچوب فعالیت‌هایش بگنجد آن را به کار برد؛ یا کمک‌هزینه محدود است که باید برای اهداف خاصی به کار رود.